# História de Marabá
A história de Marabá, um dos mais populosos e ricos municípios do estado do Pará, no Brasil, compreende, tradicionalmente, o período desde a chegada dos comerciantes de drogas do sertão, e chefes políticos deslocados do norte da província de Goyaz, até os dias atuais. Embora o seu território seja habitado continuamente desde tempos pré-históricos  por índios nômades, a região permaneceu praticamente intocada até o início da década de 1890, com raros contatos com europeus e bandeirantes, que desde o século I exploravam a região.
Em 1894 o coronel Carlos Leitão, acompanhado de seus familiares e auxiliares de trabalho, deslocou-se para o sudeste do Pará, estabelecendo seu primeiro acampamento em localidade situada em terras margeadas pela confluência dos rios Tocantins e Itacaiunas, que posteriormente foi denominada de Pontal do Itacayuna. Com o aumento da riqueza gerada pelo comércio de caucho e depois de castanha-do-pará, a região atraiu muitos imigrantes, e a partir de 1903, a até então vila do Pontal começa a lutar por sua emancipação. Em 1913, por influencia principalmente do coronel Antônio Maia, Marabá se emancipa.
Entre 1913 e a década de 2000 Marabá se desenvolveu de forma vertiginosa, experimentando desde ciclos extrativistas a períodos de forte expressão industrial. Com uma história marcada por muitos conflitos, os séculos XX e XXI foram especialmente fervilhantes no município, que viu a ascensão e declínio de oligarquias, revoluções emancipacionistas, guerrilhas comunistas, massacres de indígenas  e trabalhadores, conflitos pela posse da terra, descoberta de grandes depósitos minerais, grandes projetos governamentais, escândalos políticos e explosões demográficas.
Desde a década de 1970 estudos antropológicos na bacia do Itacaiunas e na Serra dos Carajás permitiram a observação de povoações muito antigas no território de Marabá, o que possibilitou uma visão maior da ocupação humana na região. Com os referidos estudos, foi possível definir que esta tinha sido ocupada por sociedades pré-cabralinas, isto é, anteriores a colonização europeia. Estudos aprofundados desenvolvidos nas grutas e cavernas da Serra dos Carajás, encontrou vestígios de sociedades coletor-caçadoras nômades muito antigas e complexas, com registros de ocupação humana datando aproximadamente 9.000 anos AP.

## Período pré-cabralino
As referências mais antigas de que se tem notícia, sobre a ocupação humana no maciço de Carajás e no vale do rio Itacaiunas onde hoje se assenta o município de Marabá, é provavelmente dos registros feitos pelo Padre Manuel de Mota, que em 1721 visitou as aldeias indígenas do baixo e médio Itacaiunas e seus afluentes. Mais tarde entre 1895 e 1896, Henri Coudreau realizou o levantamento geográfico dos mesmos rios e observou que várias populações haviam ocupado alguns trechos do baixo Itacauinas.

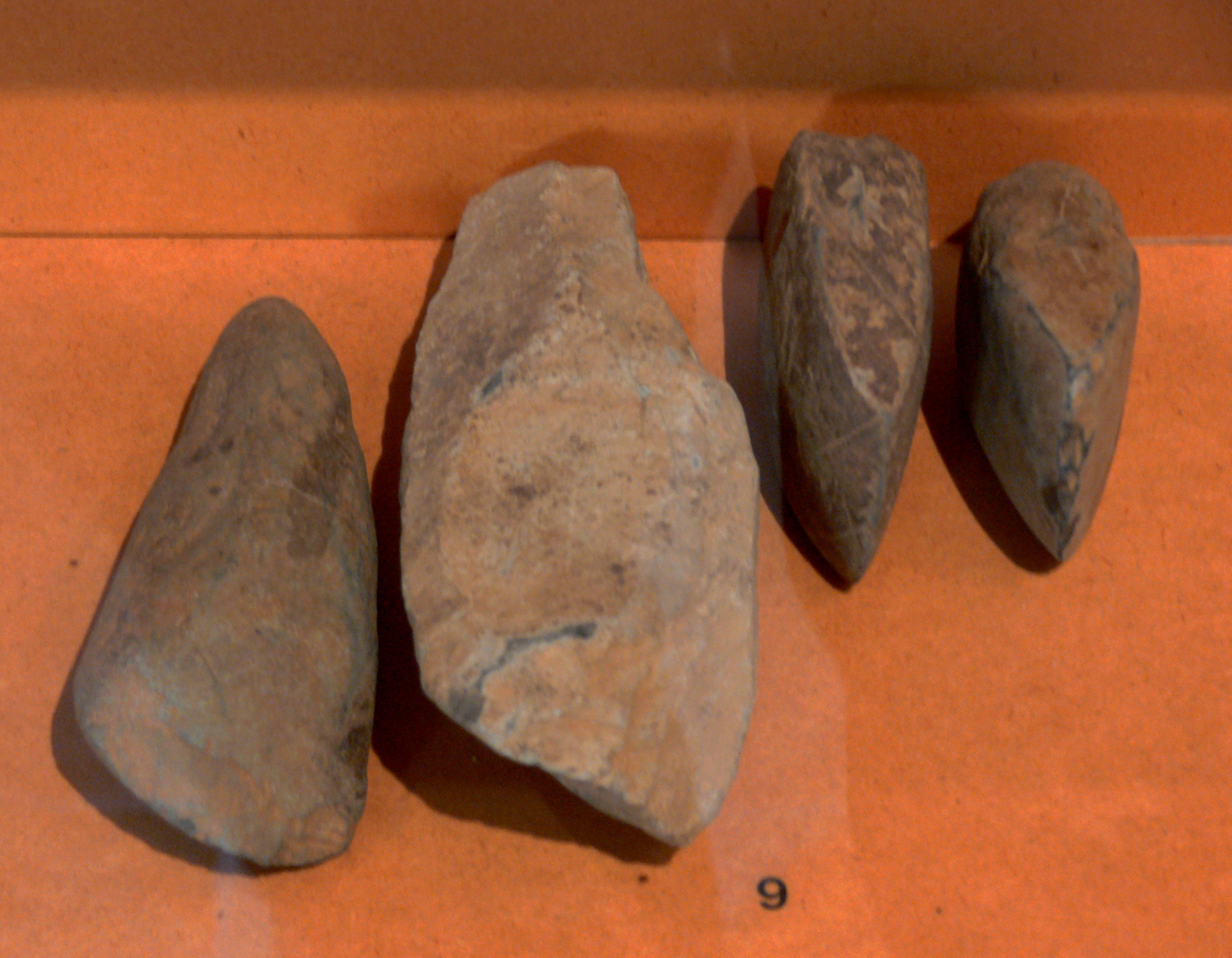
Vários artefatos líticos, semelhantes a machados foram encontados nas escavações.

Os primeiros estudos antropológicos no baixo e médio Itacaiunas e no maciço de Carajás ocorreram em 1963 coordenados pelo frei Protásio Frinkel com auxílio do Museu Goeldi, investigando principalmente o grupo Xikrin.  Frinkel observou a ocorrência de cerâmica no solo de algumas aldeias. Estes fragmentos eram de origem estranha ou desconhecida, já que os Xikrin não conheciam as técnicas de produção de artefatos de cerâmica. Mais tarde o Museu Goeldi analisou este material e concluiu ser ele pertencente à cultura Tupi-guarani. Posteriormente denominou-se estes vestígios de "Fase Itacauinas", possivelmente pertencentes a tradição ceramista Tupi-guarani. Determinou-se a partir destes estudos que a região pesquisada tinha sido ocupada por sociedades pré-cabralinas, isto é, anteriores a colonização europeia. Estudos posteriores nas grutas e cavernas do Maciço de Carajás, no entanto, encontrou vestígios de sociedades coletor-caçadoras nômades muito mais antigas e complexas, com registros de ocupação humana datando aproximadamente 9.000 anos.
A geomorfologia da região permitiu o desenvolvimento de sociedades antigas e complexas. O maciço de Carajás e vale do rio Itacaiunas ocupam uma zona de transição entre a floresta amazônica e o cerrado do planalto central do Brasil. Seus rios em cujas margens predomina a floresta são tributários do sistema hidrográfico Tocantins, que atravessa grandes extensões do cerrado. Os três ecossistemas encontrados nestas regiões são bastante distintos: A área mais extensa é dominada pela floresta equatorial, com grande biomassa vegetal; a floresta densa e contínua cobre os vales dos rios; e a vegetação de canga (campo rupestre semelhante ao cerrado) que ocupa o topo das serras. Nos dois primeiros ecossistemas se desenvolveu a ocupação mais recente denominada "Fase Itacaiunas". Nos ecossistemas de canga e floresta densa equatorial, se desenvolveu a sociedade mais antiga, denominada "Grutas dos Carajás".

### Grutas dos Carajás

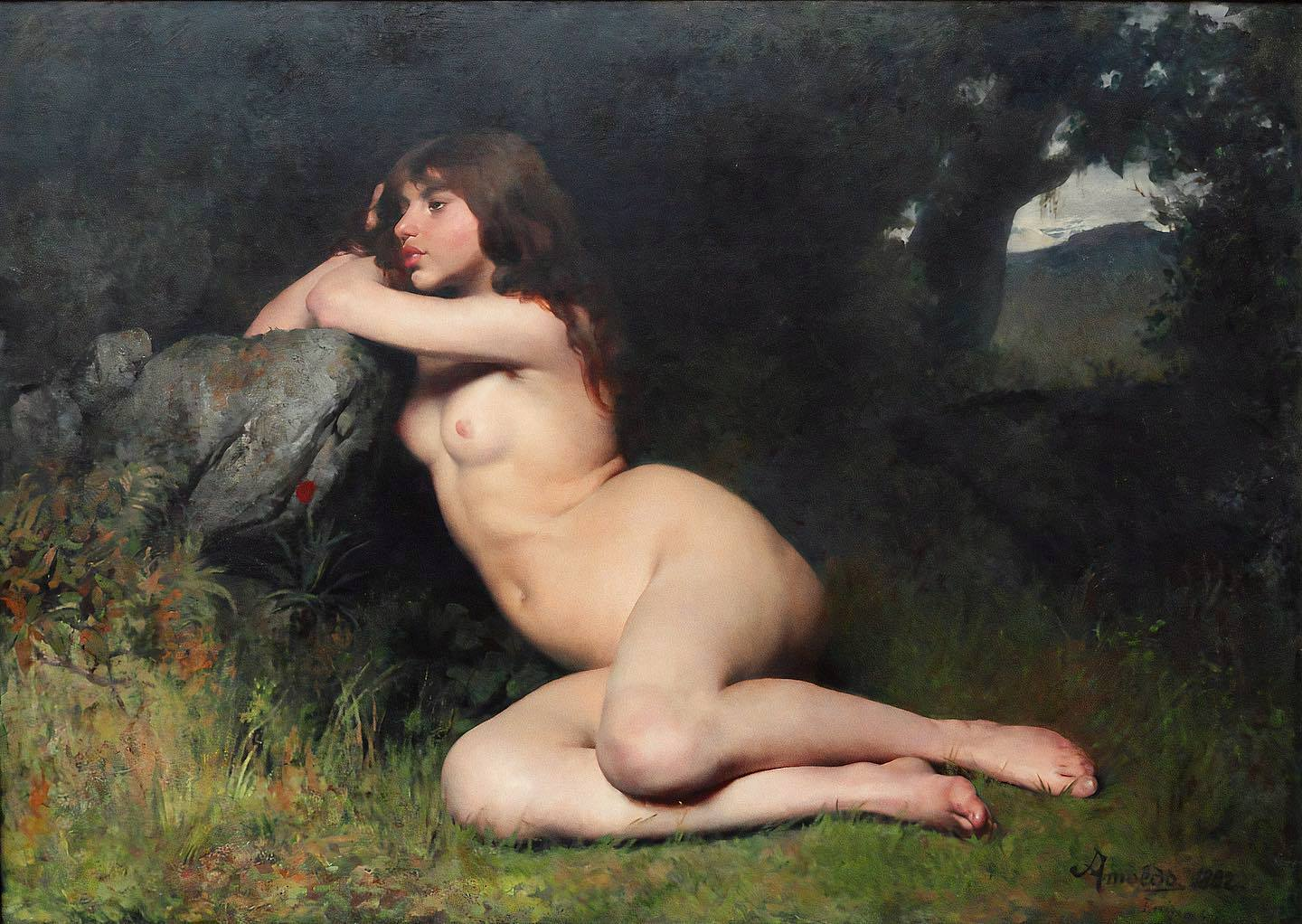
Marabá: óleo sobre a tela de Rodolfo Amoedo.

A ocupação mais antiga da região se deu nas grutas existentes no topo e nas encostas das serras do maciço do Carajás. Essas sociedades organizavam-se em pequenos grupos nômades que viviam da caça e da coleta. Os membros desses grupos fabricavam artefatos de pedra, a partir do lascamento de cristais de rocha. Também colecionavam pequenos artefatos de cerâmica, contudo provavelmente introduzidos nestas sociedades através da interação dos habitantes das montanhas com as sociedades do vale do Itacaiunas.
Como caçadores-coletores - fato deduzido das observações dos fragmentos encontrados nas estruturas de fogueiras e nos fragmentos de alimentos - os habitantes das "Grutas dos Carajás" consumiam desde pequenos animais, como preguiças e macacos, até exemplares de médio porte, como veados e jacarés, além de frutas e vegetais, como o Inajá e a Bacaba. As sociedades das Grutas dos Carajás também conheciam técnicas de manipulação antropogênica da vegetação próxima aos seus assentamentos, ou seja, compreendiam e domesticavam a flora local. Eram adaptados aos ambientes de canga (vegetação semelhante ao cerrado) e floresta.
A coleta de diversas amostras de fragmentos do interior das grutas permitiu através da análise de Carbono-14 algumas datações absolutas da ocupação humana na gruta. A mais antiga atingiu 8.140 AP e a mais recente 2.900 AP, ou seja, algumas das grutas do maciço de Carajás foram ocupadas há mais de oito mil anos atrás. Essas datações confirmam que a ocupação humana do maciço de Carajás é uma das mais antigas da Amazônia.

### Fase Itacaiunas
A ocupação pré-histórica mais recente desta região se estendeu pelas margens dos rios. Sua cultura material é representada, predominantemente, pela cerâmica. As sociedades produtoras de cerâmica, ou grupos ceramistas, se organizavam em aldeias semi-sedentárias; possuíam agricultura desenvolvida segundo a técnica da coivara e, tiravam de sua interação com a floresta e os rios a sua compreensão e sua organização social. Os sítios cerâmicos eram antigas aldeias de habitação ao longo do vale do Itacaiunas, geralmente localizadas em terra firme alta, à margem dos rios e desta afastados cerca de 100 metros.
Através de análise radiocarbônica de fragmentos (carvão vegetal e restos de alimentos) encontrados em antigas fogueiras dos sítios arqueológicos ceramistas do vale do Itacaiunas, permitiu o encontro de datações, sendo a mais antiga, 280 AD, e a mais recente a de 1.510 AD. Segundo a análise dos fragmentos cerâmicos e as posteriores datações, as sociedades ceramistas do vale do Itacaiunas, foram denominadas como arqueologicamente como "Fase Itacaiunas" fazendo parte das tradições tupi-guarani, mas possuindo suas próprias características. Deste modo, as sociedades da Fase Itacauinas é tão antiga quanto às culturas marajoaras, e mais antiga que a sub-tradição Tupinambá.

## Sociedades indígenas

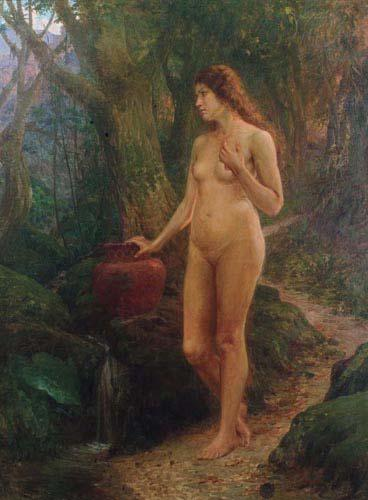
A índia Marabá, óleo sobre a tela de João Batista da Costa.

Na área onde hoje se assenta o município de Marabá, até o início do século XVI – quando a colonização europeia (representada pelas missões religiosas) e os bandeirantes paulistas alcançaram esta porção do território brasileiro - havia uma considerável população indígena. Seis povos indígenas habitavam o território de Marabá: os Arara; os Asuriní; os Gavião; os Kayapó; os Parakanã; e os Suruí. Após o contato com o colonizador, houve uma redução rápida da população indígena, provocado por: epidemias de doenças contraídas após o contato com o colonizador; apresamento de índios para o trabalho escravo; e assassinato em massa de populações indígenas que se encontravam em áreas de interesse para a colonização.
Entre os séculos XVI e XIX, grande parte da população indígena habitante das regiões ribeirinhas do Tocantins e Itacaiunas foram escravizados, e forçados a trabalhar nas lavouras que abasteciam as cidades litorâneas brasileiras. Dos indígenas capturados, grande parte morria na viagem, ou logo depois, pelo contágio com doenças e pelo excesso de trabalho.
O objetivo do contato do colonizador com o indígena era o de explorar a força de trabalho, não permitindo, desta forma, qualquer observação das culturas e das línguas nativas. Assim, as diversas culturas nativas foram praticamente extintas pela "civilização". Também os religiosos, como Franciscanos e Jesuítas, reuniram indígenas com o intuito de convertê-los ao cristianismo e adaptá-los ao modo de vida dos "civilizados".
Na segunda metade do século XIX, descobriu-se, nesta região, o caucho, e os índios voltaram a ser confrontados. Desta vez, pelos colonizadores que adentravam a mata em busca das árvores da goma elástica. Pouco depois, por volta de 1920, foi a castanha-do-pará que atraiu o explorador para o interior da floresta, provocando novos conflitos. Em todas essas lutas, o explorador/colonizador era vencedor, pois os índios, vivendo dispersos, não tinham formas de unir-se para enfrentar o invasor. Além disso, as armas dos indígenas eram rústicas - arcos, flechas, bordunas - enquanto seus adversários utilizavam armas de fogo.
Desde a década de 1970, somente os Suruís e Kayapós habitam no território de Marabá. Todos os outros povos que viviam na área municipal foram remanejados para reservas e terras indígenas próximas. A forte devastação ambiental, causadas principalmente pela pecuária, extração madeireira irregular e mineração, expulsou os nativos de seus territórios originais.
Os Kayapós, representados principalmente pelos subgrupos Xikrin e Gorotire, habitam hoje o extremo oeste do município, na região da Serra dos Carajás, em área preservada e subsidiada por ações público-privadas. O território em que estão confinados atualmente é rico em recursos minerais e hídricos.
Os Suruís ou "Aikewara" vivem na Área Indígena Sororó, situada no sudeste do município de Marabá.

### Barbáries Contra Indígenas
A relação entre nativos e colonizadores foi, durante muito tempo, tensa. Não havia uma relação simétrica entre as partes, pois o colonizador explorava e molestava o primeiro e, em contrapartida, o nativos lutavam em defesa de seu território. Em todas as situações, o colonizador acabava protagonizando ações coercitivas desproporcionais, quase sempre resultando na morte e pilhagem das populações indígenas. Poucos episódios foram descritos na história. Um dos mais infames foi manchete na revista Itatocan (de circulação regional) em janeiro de 1953. A matéria da revista traz um relato de um violento ataque dos castanheiros a uma aldeia do povo Gavião. Um trecho do relato diz:
| “ | [...] a índia, como implorando misericórdia, apresentava o filhinho na sua frente. Nada comoveu ao bárbaro assassino, que com um golpe no rosto tirou-lhe metade da cabeça, degolando em seguida o colomy [...] | ” |

Muitos sertanistas e religiosos intervinham e conseguiam interromper as chacinas, tentando pacificar os indígenas e afastá-los dos núcleos urbanos e das áreas de interesse do colonizador. Destacam-se os trabalhos do frei Gil de Villa Nova, do frei Gil Gomes Leitão e dos funcionários do extinto Serviço de Proteção ao Índio (atual Fundação Nacional do Índio).

## Primeiros contatos e tentativas de colonização
Entre 1610 e 1809 a região do médio Tocantins e vale do Itacaiunas esteve em constante contato com colonizadores lusos e franceses, além de missionários católicos. No entanto, não houve uma colonização de fato, houve somente o contato do colonizador com a região no intuito de explorar a força de trabalho nativa, pilhar os recursos naturais, e "civilizar" o nativo (através da catequização) e depois abandonar a região. Não havia o interesse de povoar, mas sim somente usufruir os recursos, e depois de exauridos, abandoná-los.
A primeira tentativa de colonização oficial de Marabá ocorreu em 1809 quando por ordem de Dom João VI, a pedido do ouvidor Joaquim Theotônio Segurado, foi erguido um vilarejo na margem esquerda do Tacay-Una, que serviria de sede da capitania-comarca de São João das Duas Brarras. Não houve porém êxito neste projeto, e a região permaneceu por quase cem anos abandonada, sendo somente um local de passagem para aventureiros e exploradores.

### Entradas e bandeiras

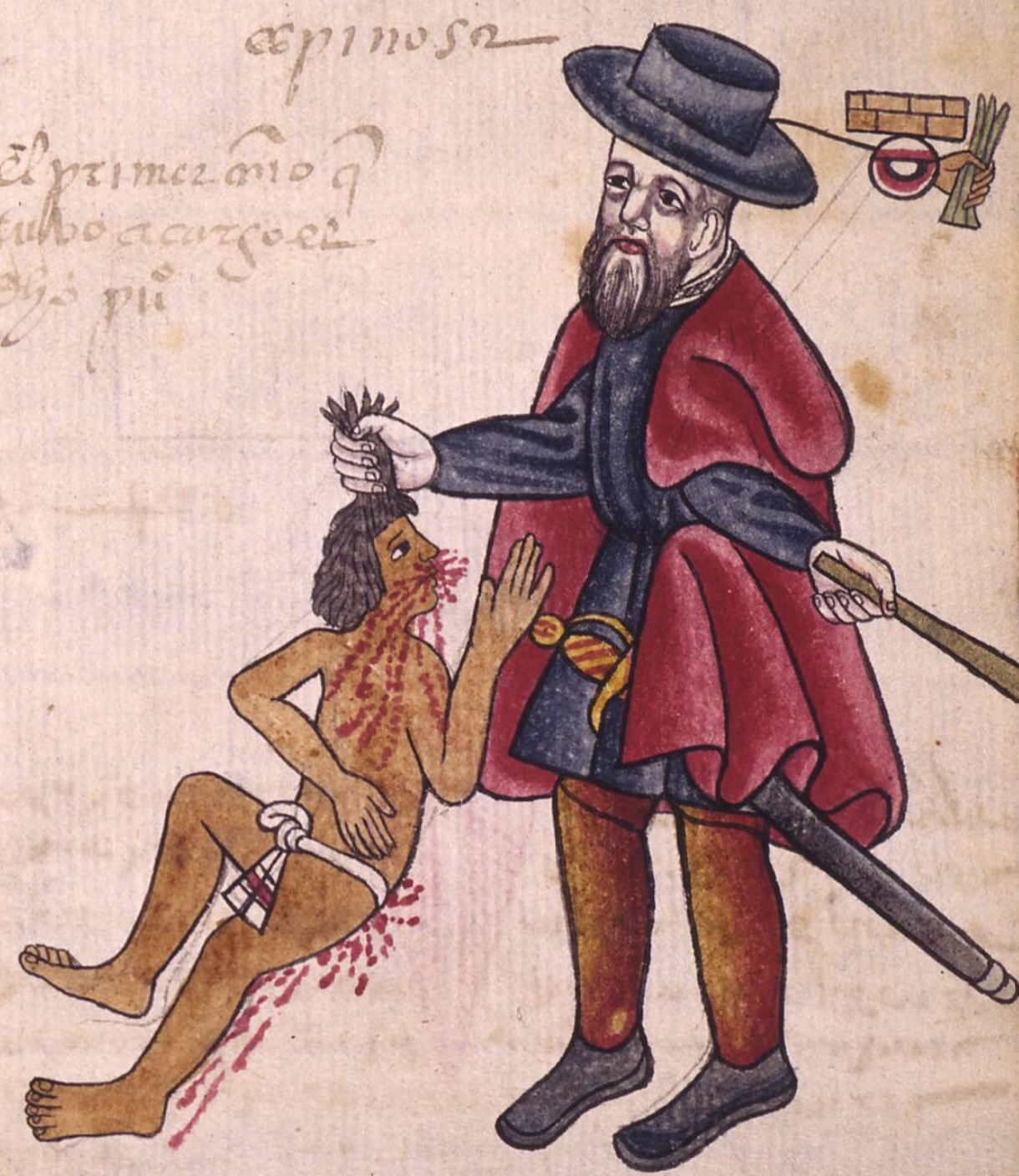
Códice Kingsborough: um religioso encomendero abusa de um índio.

Oficialmente os primeiros exploradores a desbravarem o curso médio do rio Tocantins e navegar pelo Itacaiunas foram os franceses, em uma expedição partindo de São Luís chefiada pelo monsieur de La Blanjartier em 1610. O franceses chegaram até as corredeiras de Itaboca – um obstáculo natural que havia no Rio Tocantins, antes de serem inundadas pela UHE Tucuruí. Em 1613, uma nova expedição, chefiada por Daniel de La Touche (monsieur de La Ravardière), adentrou mais uma vez o Tocantins pela foz, e chegou à confluência do Tocantins com o Araguaia, quando resolveu dividir a expedição em dois grupos. Um deles, sob a liderança de monsieur La Planque, avançou pelo rio Tocantins. La Planque foi obrigado a
permanecer entre os índios por mais de treze anos, uma vez que ao tentar voltar, depois de nove meses, ficou sabendo da rendição francesa aos lusos, com isto findando o projeto da França Equinocial.
No mesmo período várias expedições de colonos paulistas (bandeirantes) alcançaram a região da barra do "Tacay-Una" (nome indígena de Itacaiunas) com o "Paraupava" (nome indígena do atual rio Tocantins). As expedições bandeirantes mais notórias vindas a região foram as de Bartolomeu Bueno e Antônio Pedroso de Alvarenga As expedições vinham a região sempre pelos mesmos objetivos: aprisionar índios para suprir a falta de mão de obra escrava; e encontrar riquezas minerais.

### Missões religiosas
Várias expedições jesuíticas, franciscanas e de frades capuchinhos, com caráter missionário, se organizaram de forma sistemática, a partir de 1625, vindas da Missão do Grão-Pará e da Missão de Goyaz. Destinavam-se a catequizar indígenas, mas acabavam por demarcar posições para a coroa portuguesa na região. O Frei jesuíta Chistovão de Lisboa foi o primeiro religioso a serviço da coroa portuguesa a excursionar o rio Tocantins em 1625. Ainda no ano de 1625 uma missão jesuíta é construída por Frei Lisboa na confluência do Tocantins com o Araguaia (proximidades de Marabá).

### São João das Duas Barras
A primeira tentativa de colonização da região de Marabá pelo Estado aconteceu em 18 de março de 1809 quando Dom João VI, a pedido do ouvidor Joaquim Theotônio Segurado, implantou uma nova estrutura organizacional para administrar as capitanias do Brasil. A capitania de Goyaz foi descentralizada com criação de uma nova comarca, São João das Duas Barras, desvinculando politicamente e administrativamente a região norte da comarca de Vila Boa (atual Cidade de Goiás), até então a única existente em toda a capitania. A nova comarca acabou por ganhar o estatuto de capitania.
Para essa nova "capitania" o príncipe regente determinou que fosse criada uma freguesia para ser a sede, com status de "capital da capitania-comarca". No despacho de criação de São João das Duas Barras, Dom João VI, tacitamente delimita o local para a construção da sede, escolhendo "a barra do rio Tacay-Una com o Tocantins". Erguer-se-ia, portanto, na margem esquerda do rio Itacaiunas, a freguesia de Barra do Tacay-Una, destinada a ser a sede da capitania.
Em maio de 1809 D. João VI destaca uma comissão, composta por engenheiros militares e cartógrafos, sob as ordens de Segurado, para dar providências a construção da sede da capitania. As primeiras construções em madeira são entregues em outubro de 1809, e no mês seguinte a comarca é formalmente instalada na nova capital, que recebe o título de freguesia. Os primeiros habitantes foram padres jesuítas, que ergueram uma pequena capela em honra à Nossa Senhora da Conceição.
O demonstrado desinteresse dos políticos do leste da capitania (territórios da margem direita do rio Araguaia) em se deslocar para a inóspita e recém fundada freguesia, levam-na ao ostracismo e esquecimento. Um ano depois de assumir como capital, Barra do Tacay-Una – exatamente onde hoje se assenta a cidade de Marabá, deixa de sediar a capitania. A partir de 1810 a sede provisória da capitania passa a ser então a Vila de Palma (atual Paranã).
Em 25 de fevereiro de 1814 São João das Duas Barras perde o status de capitania, com a Barra do Tacay-Una perdendo o título de freguesia, sendo abandonada meses depois, restando somente a condição de comarca, sendo novamente vinculada ao Goiás. Em 1823 o governo do Grão-Pará retoma a porção sul da capitania, restabelecendo próximo a foz do Araguaia o forte-presídio de São João do Araguaia.

## Da colonização à 1923

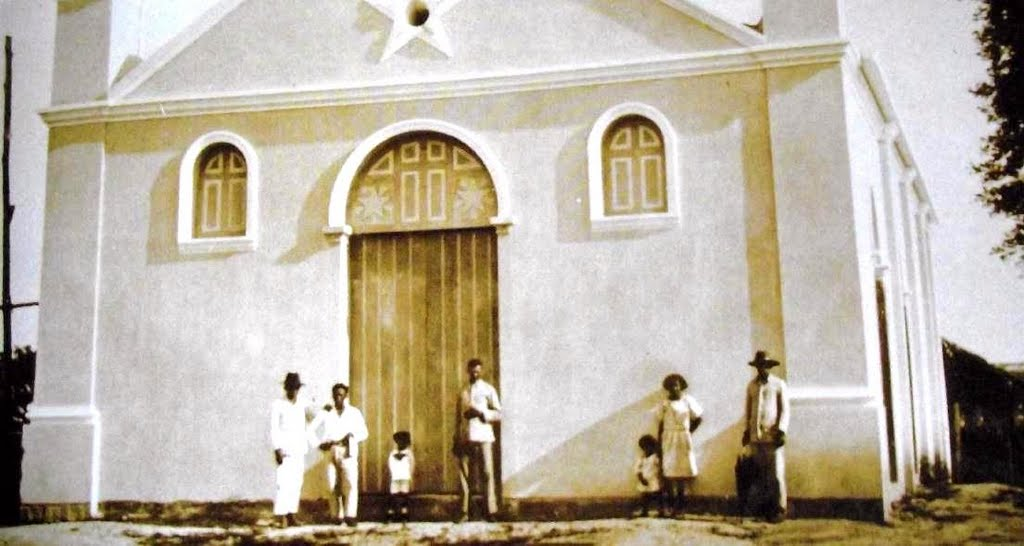
Antiga igreja de São Félix de Valois em 1925. Uma enchente destruiu este prédio em 1926, sendo uma nova igreja reerguida no mesmo local em 1935

O povoamento da bacia do Itacaiunas teve na formação do município um papel importante, porque apesar dessa região ter sido explorada pelos europeus ainda no século XVI, permaneceu sem ocupação definitiva durante quase 300 anos.
Durante o século XIX vários projetos de colonização foram elaborados pela coroa portuguesa, onde era citada a necessidade de se construir uma localidade que permitisse ocupação definitiva da região do foz do Araguaia ou Itacaiunas. Esta localidade serviria como marco da ocupação portuguesa, nessa porção do território, e, deste modo também, afastar a possibilidade do surgimento de empreendimentos de colonização rivais, como o da França Equinocial. O projeto da coroa portuguesa que mais próximo chegou a tal intento foi o da freguesia de Barra do Tacay-Una, que em 1809 construiu uma freguesia onde hoje se assenta Marabá. Este não logrou sucesso, e logo foi abandonado.
Próximo a Marabá núcleos colonizadores foram desenvolvidos, com destaque ao forte-presídio de São João do Araguaia, que desde o século XIX havia sido edificado, contudo sazonalmente povoado. Marabá no entanto, entre 1810 e 1894 esteve distante dos projetos de colonização, permanecendo seu território habitado somente por nativos.

### Burgo do Itacayuna
Os primeiros a participarem da formação do povoado de Marabá em 1894 foram chefes políticos deslocados de guerrilhas que tinham como palco o norte de Goyaz, mais precisamente a cidade de Boa Vista do Tocantins (atual Tocantinópolis). O coronel Carlos Leitão, acompanhado de seus familiares e auxiliares de trabalho, deslocou-se para o sudeste do Grão-Pará, estabelecendo seu primeiro acampamento em localidade situada em terras próximas a confluência do rio Itacaiunas, sendo a localidade denominada de Quindangues. Fixaram-se definitivamente, na margem esquerda do Tocantins, cerca de 10  km rio abaixo do outro acampamento, em local a que foi denominado de Burgo do Itacayuna.
Do ponto em que foi instalado o acampamento, os colonos começaram a abrir caminho na floresta a procura de campos naturais que servissem para criação de bovinos. Em uma dessas incursões, encontrou uma árvore que escorria leite vegetal de seu caule, da qual suspeitou ser caucho - árvore da qual se extrai o látex, e se produz a borracha. Em 1895, o Carlos Leitão seguiu para a capital do estado para ter reunião com o então presidente do Grão-Pará, José Paes de Carvalho, a quem solicitou colaboração, visto a necessidade de se colonizar a região. Paes de Carvalho contemplou o coronel Leitão com seis contos de reis em dinheiro e estoque de medicamentos que seriam empregados no combate à doenças tropicais. Conseguido seu intento de ajuda e por terem os testes do leite vegetal endurecido comprovado que se tratara de látex (borracha) de caucho, Leitão, de volta ao Burgo do Itacayuna, difundiu a informação a todos da pequena colônia. Nos meses que se seguiram, chegaram os primeiros grupos de trabalhadores para extração do caucho.

### Pontal do Itacayuna
O comerciante maranhense Francisco Coelho teria sido um dos primeiros a estabelecer-se no local, entre os rios Tocantins e Itacaiunas, em 7 de junho de 1898. O objetivo era negociar com os extratores de caucho, que passando pela foz do rio Itacaiunas, navegavam pelo rio Tocantins. Os registros atribuem a Francisco Coelho o nome da localidade que viria a ser a sede do município de Marabá. Ele teria instalado no local uma casa comercial – Casa Marabá - cujo nome era uma homenagem ao poeta Gonçalves Dias. O nome do ponto comercial paulatinamente passou a designar a pequena vila que se formou na confluência do rio Itacaiunas.
O falecimento do coronel Carlos Leitão em abril de 1903, acarretou a extinção do povoado do Burgo do Itacayuna, que desde 1897 sediava a subprefeitura homônima. Em 1904 o governo do estado do Grão-Pará transferiu oficialmente a subprefeitura do Burgo do Itacayuna para o povoado de Pontal, denominando o referido povoado como Marabá. Este documento de transferência da subprefeitura foi o primeiro que trouxe a denominação Marabá em seu conteúdo.

### Formação do município

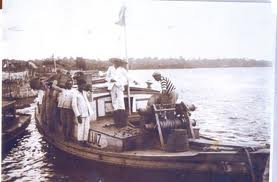
Embarque de castanha-do-pará em pequenas embarcações.

Marabá crescia como entreposto comercial, mas padecia de infraestrutura. Todas as decisões de caráter administrativo e institucional eram tomadas por Baião, que distava cerca de 300 quilômetros. Vários projetos de desmembramento do município de Baião foram protocolados junto a presidência do Grão-Pará, mas até 1913 todos foram indeferidos.
Diante da falta de ação do governo do Grão-Pará, em 1908, a comunidade e os comerciantes de Marabá, uniram-se e declararam o desmembramento municipal. Logo após, Marabá, juntamente com os povoados de Alcobaça, Conceição do Araguaya e São João do Araguaya, nomearam o advogado João Parsondas de Carvalho, como seu representante jurídico junto ao governo do estado de Goyaz, para que negociasse a anexação da porção sul do estado do Grão-Pará ao mesmo. O governo de Goyaz aceitou a reivindicação e ordenou a construção de uma comarca em Marabá, e nomeou Norberto de Melo como representante do governo goiano. Este ato, que ficou conhecido como a "Declaração de Marabá", acirrou os ânimos dos governos dos dois estados, e , para que não travassem um conflito armado pelo controle da região, os presidentes dos estados entraram em acordo, com a desistência de Goyaz do projeto de anexação do sul do Grão-Pará. O feito acabou beneficiando Marabá, que teve sua reivindicação - de se emancipar em relação a Baião, posteriormente atendida pelo governo estadual.
Então, do entreposto comercial, onde o "Itacaiunas desaguando no Tocantins, apertando uma faixa de terra em forma de península", surgiu a cidade de Marabá. Criado em 27 de fevereiro de 1913, através da lei estadual nº 1278, o município foi instalado formalmente em cinco de abril do mesmo ano, data que passou a ser comemorada como seu aniversário. O primeiro intendente municipal, cargo à época correspondente ao de prefeito, foi o coronel Antônio Maia escolhido e nomeado na data de instalação. Marabá, mesmo sediando o município, permaneceu com a categoria de vila por quase dez anos, recebendo o título de cidade em 27 de outubro de 1923, através da lei estadual nº 2207. Em 1914, Marabá passou a sediar a comarca, ato instituído através do decreto nº3.057 de 7 de fevereiro de 1914. A instalação da comarca se deu em 27 de março de 1914, procedida pelo juiz de direito Monteiro Lopes.
Em 1919, com a primeira crise do ciclo da borracha, que derrubou os preços desta commodity em toda a amazônia, instaurou-se a primeira crise institucional do município. Uma disputa entre oligarcas locais, liderados pelo coronel João Anastácio de Queiroz, e pelo coronel e então intendente municipal, Pedro Peres Fontenelle, gerou um conflito armado que envolveu toda a população de Marabá. O coronel Fontenelle viu-se obrigado, após dias de conflito, a entregar a intendência municipal ao coronel Queiroz. O conflito foi tão intenso, que mobilizou o governo do Grão-Pará a enviar a Marabá reforço militar e mediador à região.

## De 1923 a década de 1960
Em 27 de outubro de 1923, na cerimônia de entrega do título de cidade à Marabá, o governador Antônio Emiliano de Sousa Castro inaugura o Liceu de Marabá (atual Escola Municipal José Mendonça Vergolino), em espaço ainda provisório, que tornou-se a primeira instituição de ensino do município. Na oportunidade foram lanças as pedras fundamentais para a sede própria do liceu, concluída somente em 1939.
As frentes migratórias para a região de Marabá, a partir de meados da década de 1920, destinavam-se especialmente, a coleta e a comercialização de castanha-do-pará e, desde os fins da década de 1930 a extração de diamante no leito e nas margens do rio Tocantins. Marabá recebia imigrantes vindos de várias regiões do Brasil, principalmente do nordeste (com destaque ao Maranhão), dos estados de Goiás e Minas Gerais, e imigrantes árabes (com destaque aos libaneses, palestinos e sírios) constituindo uma camada importante na sociedade local.
O período em questão foi muito próspero para Marabá. Várias transformações socioeconômicas foram verificadas, com destaque a energia elétrica, que em 1929 foi inaugurada, e iluminava a cidade por meio de uma usina à lenha. A cidade de Marabá foi uma das primeiras na Amazônia a dispor deste serviço. Outros destaques significativos do período foram:
- Em 1925 forma-se a Academia Marabaense de Letras (atual Academia de Letras de Marabá, refundada em 2013);
- Em 1928 foi erguido o edifício da loja maçônica de Marabá;[49]
- O primeiro hidroavião a pousar em Marabá, foi um Catalina da empresa Condor em 1931;
- Em 17 de novembro de 1935 é inaugurado o Aeroporto de Marabá, com a chegada do primeiro avião, um monomotor Waco CSO C-27, do Correio Aéreo Nacional, pilotado por Lysias Augusto Rodrigues;[50]
- Em 1935 é inaugurada a nova Igreja de São Félix de Valois (a construção original, de 1925, foi destruída);
- É construído o Palacete Augusto Dias (1937-1939), um edifício de arquitetura clássica, que serviu para abrigar as instituições políticas de Marabá;
- O edifício Casa do Empresário, sede da ACIM, também foi inaugurado em 1939;
- No ano de 1943 foi inaugurado o edifício do Grupo Municipal José Mendonça Vergolino (antigo Liceu de Marabá, existente desde 1923), uma estrutura portentosa, que acabou sendo desconfigurada com o passar dos anos;
- Em 1945 instala-se o Posto Avançado do Serviço Especial de Saúde Pública em Marabá, convertido em 1952 em Hospital Municipal (atual Hospital Materno Infantil);
- Em 1949 é inaugurado o Colégio Santa Teresinha das Irmãs Dominicanas, uma referência no ensino para a região;
- Em 1949 surgem os primeiros movimentos classistas (castanheiros, barqueiros e ferroviários), que organizavam greves.

### Ciclo da castanha-do-pará

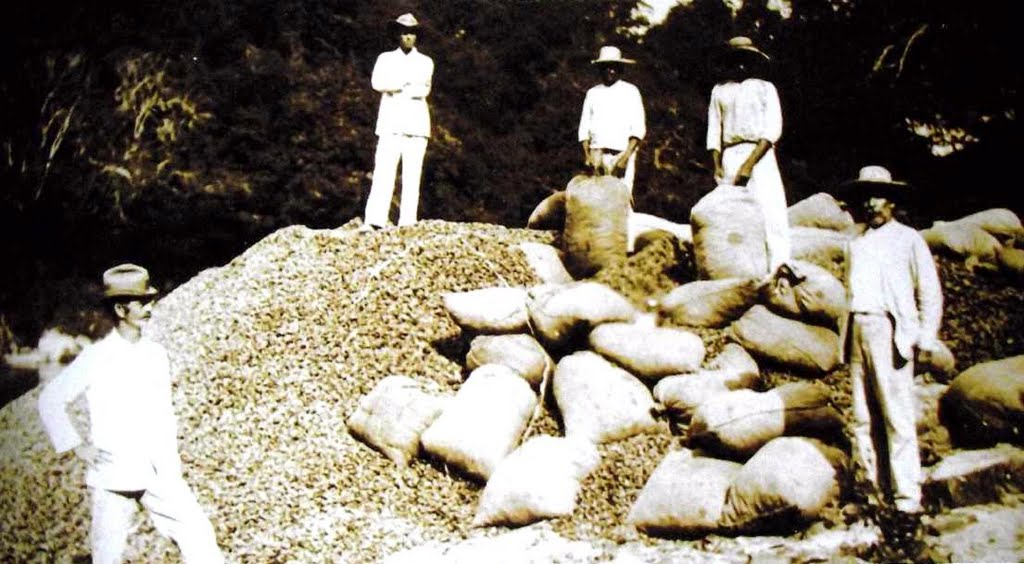
Castanheiros ensacando castanha em Marabá.

Desde o início da colonização de Marabá, a castanha-do-pará (Bertholetia excelsa) era coletada, no entanto, não assumia um caráter econômico, pois servia somente para o consumo local. De modo tímido, a coleta e a comercialização do fruto foram ganhando significação econômica, sendo que a partir da década de 1910 ela já fazia parte da pauta de exportações de Marabá, mas ainda sem expressão.
Com a crise e posterior declínio da produção gomífera, em 1919, a castanha-do-pará ganhou projeção, e durante a década de 1920 sua exploração e comercialização já se dava em larga escala. Assim, em 1923, a produção local chegava a 61.700 hectolitros de castanha, um crescimento significativo, se comparado a produção de 1919, que não chegava a 10.000 hectolitros.
Os principais mercados consumidores da castanha, até o início da Segunda Guerra Mundial eram a Inglaterra e a Alemanha. Após a Segunda Guerra, os Estados Unidos e o Sudeste do Brasil se tornaram os principais consumidores. A castanha era transportada até Belém em pequenas embarcações, após, seguindo em navios para Nova Orleães, Nova Iorque, Rio de Janeiro, Santos e Liverpool. A partir de 1927, Marabá se torna o maior produtor mundial de castanha.
No início da exploração da castanha, foi verificado o sistema de extração livre, onde os castanhais eram áreas públicas pertencentes a união. Com o decorrer dos anos, se beneficiando dos dividendos advindos da comercialização e do transporte da castanha, os comerciantes e os barqueiros (proprietários das companhias de transporte fluvial) tornam-se "donos" e "patrões" dos castanhais. Na maioria das vezes os referidos conseguiam o direito de explorar os castanhais através do arrendamento das terras, que posteriormente acabavam convertidas para os próprios. A conversão de terras públicas em latifúndios, o monopólio comercial, e o monopólio dos transportes, fortaleceu o poder político-econômico destas duas classes (comerciantes e barqueiros), que por fim tomaram o poder na região, se perpetuando como oligarcas.
Com a conversão de grande parte dos castanhais de serventia pública em latifúndios, através dos aforramentos perpétuos, os "senhores da castanha" (oligarcas), buscando mais áreas de extração, praticavam grilagem em pequenas propriedades e áreas indígenas. Se fosse apresentada alguma resistência a ocupação das terras pelos senhores da castanha, o pequeno agricultor ou o indígena sofriam represálias. Às vezes os senhores da castanha coligavam-se e arregimentavam bandos de pistoleiros para expulsar e exterminar indígenas, que habitavam nas áreas mais ricas em castanha da região, e após repartiam as terras entre si. Os próprios senhores da castanha entravam em choque protagonizando episódios de banhos de sangue, com vários peões (pistoleiros e empregados) mortos em conflitos armados.
O auge da produção e comercialização de castanha se deu a partir de 1946, permanecendo esta como principal pauta de exportação do município até 1973. Em 1956 a castanha-do-pará representou 71% das exportações do norte do Brasil, sendo que somente Marabá respondia por mais de 60% deste total. Desde a abertura das rodovias na região e dos projetos agrícolas federais, os castanhais perderam significância econômica, sendo suas áreas devastadas para dar lugar a pecuária, ou a própria árvore, a castanheira, servindo à indústria madeireira.

### Exploração de diamantes
A exploração de diamantes foi uma atividade econômica importantíssima para Marabá. Com a lavra das gemas iniciada em 1937 em Praia Alta (hoje parte do município de Itupiranga), a região experimentou um grande boom econômico e populacional. Um dos núcleos urbanos de Marabá, o de São Félix (incluindo a vila Espírito Santo), se desenvolveu como uma vila de garimpeiros neste período, concentrando órgãos da Fundação de Assistência ao Garimpeiro (FAG), órgão do Ministério do Trabalho.
O garimpo, iniciado nas proximidades de Lago Vermelho/Itaporangas (atual Itupiranga), era feito nos pedrais e corredeiras dos rios; em seguida, sendo mecanizado, passou a utilizar bombas para secar os canais naturais do rio Tocantins, em cujo leito havia muitas gemas. A partir de 1940 os garimpos de diamantes passam a utilizar escafandros para prospecção e extração submersa
Durante a Segunda Guerra Mundial, os preços e a demanda da castanha-do-pará, despencaram no mercado internacional, devido as várias restrições impostas pela guerra. Entre 1939 e 1945 as exportações de diamante e cristal de rocha superaram as exportações de castanha-do-pará, e se tornaram as principais commodities exportadas por Marabá.
O ciclo dos diamantes foi tão forte, que os empresários do setor patrocinaram o primeiro filme inteiramente rodado no interior da Amazônia, sob o título Um Diamante e Cinco Balas. Com direção de Líbero Luxardo, foi lançado em 1966, teve como elenco nomes como Luiz Linhares, Maria Gladys e Angelito Mello.

### Estrada de Ferro Tocantins

Serviço de manutenção dos trilhos da Estrada de Ferro Tocantins em 1946, nas proximidades de Jatobal, à época vilarejo do município de Marabá.

O projeto da E. F. Tocantins surgiu em paralelo ao decreto nº 862, de 16 de Outubro de 1890 que estabeleceu a navegação a vapor nos rios Tocantins, Araguaia e das Mortes (atual hidrovia Tocantins-Araguaia). Pretendia-se, por esse sistema de vias econômicas relativamente rápidas, conectar as províncias do atual centro-oeste brasileiro ao litoral, no Grão-Pará. Os trechos com obstáculos naturais foram repassados á Companhia das Estradas de Ferro do Norte do Brasil, que deveria construir estruturas férreas que fariam a transposição das áreas não-navegáveis. Na região de Marabá havia as corredeiras do Itaboca, um  obstáculo natural do rio Tocantins, que dificultava a navegação neste. Esse trecho do rio necessitava do suporte da ferrovia, para que se permitisse a navegação e transposição de cargas.
Nos primeiros 15 anos o projeto não foi adiante. Entretanto, a emergência do primeiro grande ciclo econômico da região (o ciclo do caucho, iniciado em Marabá em 1895) fez acelerar o início das obras em 1905, devido a necessidade do transporte das cargas de caucho até Belém, principalmente no período seco, em que as corredeiras de Itaboca tornavam-se intransitáveis. Até 1916, 82 quilômetros de ferrovia haviam sido construídos, ligando Alcobaça (hoje Tucuruí) à Praia da Rainha, contudo sendo paralisados neste mesmo ano, devido a problemas financeiros da companhia administradora. A primeira crise da borracha inviabilizou economicamente o projeto, e o paralisou por 22 anos.
Em 1938 o projeto foi retomado, pois tornava-se economicamente viável novamente, principalmente graças ao auge vivenciado pelos ciclos da castanha e do diamante em Marabá, e o ressurgimento da exploração do caucho na região em 1939, incentivado pelo estado de guerra. Em 1944 a ferrovia é concluída, ligando Alcobaça a Jatobal, transpondo totalmente as corredeiras do Itaboca. Em 1973 um decreto federal extingue a ferrovia, e decreta que esta seja substituída por uma rodovia. Desde a década de 1980 a área da ferrovia encontra-se submersa pelo lago da Hidrelétrica de Tucuruí.
A construção da Estrada de Ferro Tocantins, a exemplo da Madeira-Mamoré, foi muito custosa. Foi necessária que a concessionária construtora da ferrovia incentivasse a imigração de mão de obra (vinda sobretudo do nordeste), pois não havia excedente populacional na região. Muitos dos trabalhadores, morreram durante a construção da ferrovia, seja por enfermidades (malária principalmente), ou por conflito com nativos. E no caso dos nativos (Parakanãs e Assurinis), além de terem seu território invadido e destruído, ainda foram dizimados por representarem um "empecilho" à obra.

## Década de 1970
O ano de 1960 marca a primeira mudança no perfil econômico da região. A construção da rodovia BR-010 (Belém-Brasília) durante o governo JK diminui a dependência exclusiva que Marabá tinha para com Belém. As transações comerciais da região começaram a ser feitas também por Imperatriz.
A mudança estrutural maior no entanto, acontece entre 1969 e 1971. Em 1969, com a abertura da PA-70 (atualmente um trecho da BR-222), Marabá é ligada à Rodovia Belém-Brasília. A implantação de infra-estrutura rodoviária fez parte da estratégia do governo federal de integrar a região ao resto do país. Em 1970 foi criado o Programa de Integração Nacional (PIN) que, dentre outras medidas, previa a construção da rodovia Transamazônica, cujo primeiro trecho foi inaugurado em 1971, juntamente com a criação de um posto do Instituto Nacional de Colonização e Reforma Agrária (INCRA) em Marabá.
Nesta década o Estado brasileiro adota o lema "segurança e desenvolvimento", procurando estabelecer um controle maior sobre a Amazônia. Mais de um século e meio depois do primeiro plano de colonização para a região, o Estado retoma a iniciativa, e estabelece o plano de colonização agrícola oficial. O Estado por meio de suas agências de fomento, incentiva instalação de canteiros de obras por toda a região, construindo hidroelétricas, rodovias, ferrovias, e a implantando o grande marco do desenvolvimento socioeconômico da região, o Projeto Grande Carajás. Alia-se também a descoberta da mina de ouro da Serra Pelada, que ajudou ainda mais a acelerar e dinamizar as migrações para Marabá nas décadas de 1970 e 1980.
Em 1970, o município foi declarado Área de Segurança Nacional (Decreto-lei nº 1.131, de 30 de outubro de 1970), condição que perdurou até o fim da ditadura militar em 1985. Aliado ao fato de a região ser estratégica para a política de integração, ela foi o ambiente da Guerrilha do Araguaia, resultando numa presença ostensiva das tropas do Exército Brasileiro, tornando Marabá uma das bases de operações das tropas federais.
Em 1971, através do Projeto Rondon e da Universidade de São Paulo, o município ganhou seus primeiros cursos superiores, que dariam vez a atual Universidade Federal do Sul e Sudeste do Pará

### Guerrilha do Araguaia

Tropas do exército marchando de Marabá em direção ao Araguaia

A Guerrilha do Araguaia foi um movimento guerrilheiro existente na região amazônica brasileira, ao longo do rio Araguaia, entre fins da década de 1960 e a primeira metade da década de 1970. Criada pelo Partido Comunista do Brasil (PCdoB), uma dissidência armada do Partido Comunista Brasileiro (PCB), tinha por objetivo fomentar uma revolução socialista, a ser iniciada no campo, baseada nas experiências da Revolução Cubana e da Revolução Chinesa.
Combatida pelo Exército a partir de 1972, quando vários de seus integrantes já haviam se estabelecido na região há pelo menos seis anos, o palco das operações de combate entre a guerrilha e o Exército se deu onde os estados de Goiás, Pará e Maranhão faziam divisa. Seu nome vem do fato de se localizar às margens do rio Araguaia, próximo às cidades de São Geraldo do Araguaia e Marabá no Pará e de Xambioá, no norte de Goiás (atualmente norte do estado de Tocantins).
Os guerrilheiros, que chegaram a região a partir de 1962, utilizavam Marabá como base de apoio, se instalando em vilarejos próximos. O governo militar se atentando a isto, instalou a partir de 1971 seu centro de operações contraguerrilha em Marabá. Junto com a montagem do centro contraguerrilha, o governo montou estruturas logísticas (estradas e aeroportos), e centros de inteligência em Marabá e em Xambioá. E ainda, como parte do projeto de inserção das companhias militares entre a população, o governo trouxe á região assistência social por parte do Estado, que neste período era muito efêmera em Marabá.
A guerrilha comunista em menor número e mal preparada, foi derrotada pelas tropas federais, tendo a maioria de seus membros morta ou capturada. Depois de capturados, os combatentes comunistas eram trazidos até Marabá, onde eram interrogados e torturados nos centros de tortura secretos que havia no município. O mais famoso dos centros de tortura foi a Casa Azul (hoje sede regional do DNIT). Mais de cinquenta combatentes comunistas são considerados ainda hoje como desaparecidos políticos.

## Década de 1980

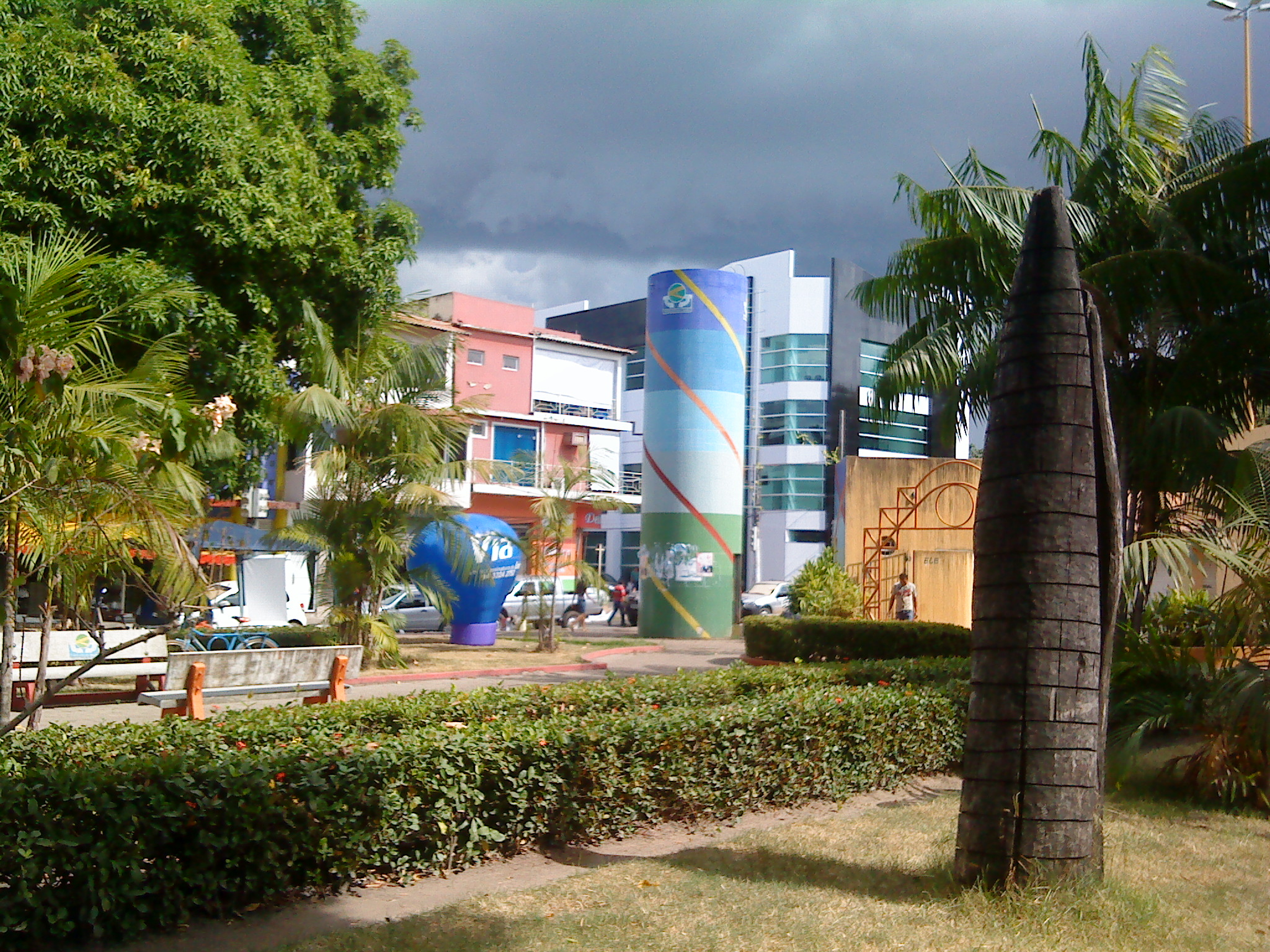
Praça Duque de Caxias.

Em 1980 a cidade é assolada pela maior enchente da sua história, o Rio Tocantins sobe 17,42 metros. Em consequência disto há uma reformulação no planejamento, sobre crescimento e expansão urbana da cidade. Em 1984, entra em funcionamento a Estrada de Ferro Carajás, e em 1988 dá início aos preparativos para a instalação de indústrias siderúrgicas, para produção de ferro-gusa, negócio que veio trazer grandes benefícios econômicos para o município.
Em 1985 Marabá deixa de ser área de Segurança Nacional e na eleição para prefeito - a primeira eleição direta realizada sob a égide da Nova República - Hamilton Bezerra (PMDB) derrota Vavá Mutran (PDS), cessando uma longa hegemonia na política local, da chamada "oligarquia da castanha". Tal fato aconteceu devido o apoio de boa parte das lideranças camponesas, do então governador Jader Barbalho e de movimentos sociais.

### Massacre de São Bonifácio
Em 1987 ocorreu um conflito que ficou conhecido como o Massacre de São Bonifácio ou Guerra da Ponte. A peleja ocorreu entre os garimpeiros de Serra Pelada e a Polícia Militar do Pará com o auxílio do Exército Brasileiro. A manifestação que gerou o massacre, bloqueou o acesso à Ponte Mista de Marabá e pedia a reabertura de Serra Pelada com o rebaixamento da cava do garimpo. O governo informou inicialmente que duas pessoas morreram, depois acresceu esse número para nove, contudo há registros que constam que houve setenta e nove (79) garimpeiros desaparecidos em decorrência do conflito, no entanto, por parte das tropas da Polícia e do Exército não houve registros de baixas. Tal episódio tem características muito semelhantes aos do Massacre de Eldorado dos Carajás, em 1996, contudo este ocorreu nove anos antes, na ponte sobre o Rio Tocantins.

## Décadas de 1990 e 2000
Em 5 de abril de 1990 é promulgada a Lei Orgânica do município de Marabá. A população do município aumentou significativamente durante a década de 1990, e em meados de 1998 o número de habitantes fixos alcançava 157.884, no ano seguinte, a cidade, se firma como a sede de grandes eventos de repercussão nacional.
Em consequência de diversas reformas no campo econômico o município, durante os anos de 1998 até 2010, recebeu uma grande massa de investimentos, que culminou no fato da cidade ter se tornado um pólo industrial metal-mecânico. A população atual está em torno de  238.708 habitantes, segundo as estimativas oficiais, e o crescimento desses números é inevitável, já que a cidade está em processo de desenvolvimento acelerado e recebe muitas pessoas vindas de outras localidades.
Entre as décadas de 1990 e 2000, o município de Marabá e sua região de entorno ficam conhecidos por seus crimes relacionados á questão latifundiária. Neste período há uma explosão demográfica muito grande nesta região, causada principalmente pela grande demanda de mão-de-obra, não acompanhadas de políticas estatais de contenção demográfica e qualificação do trabalhador. A mão-de-obra não-qualificada acabava sendo deslocada para a zona rural, que aliada as questões de irregularidades fundiárias existentes desde a década de 1970, acabavam por aumentar as tensões no meio rural. Tais tensões no campo culminaram em assassinatos de sindicalistas, camponeses, líderes religiosos e políticos.
De 15 a 21 de outubro de 2000 Marabá sedia seu primeiro grande evento nacional, sendo a 3ª edição dos Jogos dos Povos Indígenas, com o tema "A união das Tribos". A arena principal foi a Ilha do Tucunaré, sendo montada uma "aldeia olímpica" com capacidade para cerca de 10 mil pessoas pelo Ministério do Esporte.

### Massacre e Monumento Eldorado Memória
O Monumento Eldorado Memória, projetado pelo arquiteto Oscar Niemeyer em memória as vítimas do Massacre de Eldorado dos Carajás, inaugurado no dia 7 de Setembro de 1996, em Marabá, foi destruído seis dias depois. Um dos líderes dos MST no Sul do Pará afirmou que a destruição foi encomendada pelos ruralistas e policiais da região. Niemeyer afirmou que esperava que o monumento fosse destruído.
| “ | Aconteceu o mesmo quando levantamos o monumento em homenagem aos operários mortos pelo Exército na ocupação da CSN, em Volta Redonda, no Rio de Janeiro | ” |

O Monumento Eldorado Memória foi a única obra arquitetônica assinada por Niemeyer para o interior da amazônia brasileira.

### Escândalos políticos
Durante as décadas de 1990 e 2000 vários escândalos políticos tiveram lugar em Marabá. Os principais escândalos envolveram as gestões na prefeitura municipal, mas também atingiram outras esferas do poder regional. Os casos mais notórios foram:
- Em 1992 o então prefeito Nagib Mutran Neto foi cassado por improbidade administrativa;[88]
- Em 2000, Geraldo Veloso teve a diplomação de prefeito cassada por acusações de compra de votos durante o pleito municipal, readquirindo o direito depois de disputa no Tribunal Regional Eleitoral. Em 2008 Geraldo Veloso e Tião Miranda foram multados pelo TCE pela instauração da tomada de contas, no caso do convênio firmado entre a Seplan e a prefeitura de Marabá para a drenagem de obras endêmicas. Geraldo Veloso já estava falecido quando foi julgado;[89]
- A sequência do mandato de prefeito de Sebastião Miranda foi quebrada em 2005 por cinco meses quando foi cassado sob acusação de abuso do poder econômico;[90]
- A gestão de Maurino Magalhães a frente da prefeitura (2009-2012) foi marcada por investigações sobre um suposto esquema de formação de caixa dois, durante sua campanha eleitoral.[91] Também foi afastado por cinco vezes do comando da prefeitura (sendo reconduzido ao cargo em todas as ocasiões), principalmente sob a denúncia de improbidade administrativa;
- O então deputado estadual Oswaldo Mutran (mais conhecido como Vavá Mutran), que tinha seu colégio eleitoral basicamente em Marabá, foi cassado por envolvimento na morte de um fiscal da Secretaria da Fazenda do Pará em 1999.[92] Oswaldo Mutran foi condenado a 10 anos de reclusão por matar o fiscal. Ele cumpriu parte da pena e foi solto pela Justiça. Em 2002, foi preso em flagrante, acusado de matar um menino de 8 anos com um tiro na cabeça, sendo absolvido pela justiça logo depois.[93] Havia indícios de que ele fora beneficiado por relações de parentesco na Justiça. A nora de Mutran, Ezilda Pastana, era juíza em Marabá (foi afastada das funções logo depois), e seu filho, Nagib Mutran Neto, foi prefeito da cidade, também cassado por corrupção. Vavá Mutran e seus familiares também vem sendo acusados e condenados por manter trabalhadores em regime de escravidão em suas fazendas há mais de 20 anos.[94]

## De 2010 a 2012

### Plebiscito sobre Carajás
Em 2011, Marabá participou ativamente com todo o sudeste paraense da consulta plebiscitária que definiu sobre a divisão do estado do Pará. Marabá se firmou durante o processo como o centro de discussões na região sobre o projeto de divisão, por ser a principal candidata a ser capital do estado do Carajás. A consulta plebiscitária ocorreu no dia 11 de dezembro de 2011, tendo em Marabá, 93,26% dos votos foram favoráveis à criação de Carajás e 92,93% a favor da criação de Tapajós (proposta de unidade federativa).
O resultado desfavorável no plebiscito fez crescer um forte descontentamento da população em relação ao governo do estado e à capital, Belém. Um ano após a realização do plebiscito que definiu a não divisão do estado do Pará, Marabá lançou um "marco memorial pela luta da criação do estado do Carajás", a ser celebrado todo o mês de dezembro, com protestos e manifestações públicas sobre a causa em todo o sul do Pará.

### Crise do setor sídero-metalúrgico
Desde o estouro da Grande Recessão no Brasil em 2008, Marabá sofreu um processo de desindustrialização. O parque industrial da cidade que chegou a ter 11 grandes siderúrgicas funcionando com capacidade plena em janeiro de 2008, chegou a julho de 2009 com somente uma das empresas operando regularmente. Os principais mercados consumidores da gusa e do aço do município, os Estados Unidos, o Japão e a China, reduziram sua demanda e forçaram as empresas a dar férias coletivas aos funcionários.
O maior rigor na aplicabilidade das legislações ambiental e trabalhista, coincidiu no momento de maior fragilidade do setor sidero-metalúrgico de Marabá. O setor, que dependia de grandes quantidades de carvão vegetal para manter seus fornos funcionando, contribuía para a grande taxa de desflorestamento na Amazônia, além de ser conivente em relação ao trabalho escravo nas propriedades rurais produtoras de carvão, permanecendo com tais práticas mesmo após seguidas denúncias. Grandes operações do IBAMA e do MTE foram realizadas entre 2008 e 2011 resultando no fechamento por irregularidades de 8 das 11 indústrias. Em dezembro de 2012 estavam em operação somente as sídero-metalúrgicas Sinobras e Sidepar.

### Bolha especulativa
A partir do segundo semestre de 2009, especulou-se acerca da construção de vários empreendimentos em Marabá. Havia a expectativa da instalação do mega projeto sídero-metalúrgico Aços Laminados do Pará (Alpa/Aline), e com ele do Gasoduto Açailândia-Marabá, da Hidrelétrica de Marabá e do Porto de Marabá (juntamente com a Hidrovia Tocantins-Araguaia). De fato ocorreu a confirmação do investimento siderúrgico e do porto para o município em 2010. A confirmação fez movimentar de forma espetacular a economia local, influenciando inclusive a explosão demográfica acentuada ocorrida entre 2009 e 2012.
Vários empreendimentos imobiliários surgiram, superaquecendo os preços dos imóveis em toda a cidade, influenciando da mesma forma nos preços dos aluguéis. Por consequência, os preços dos alimentos, combustíveis, transportes e materiais de construção subiram vertiginosamente. No ápice de toda a euforia, Marabá chegou a ser alcunhado de "Tigre Amazônico" em alusão às economias asiáticas.
Entretanto, a despeito da grande euforia, os investimentos previstos não foram cumpridos. Algumas obras fundamentais para a viabilidade dos projetos siderúrgico e portuário, como a Hidrovia Tocantins-Araguaia, foram paralisados em 2011. Outros fatores de ordem estrutural também colaboraram, como falta de investimento em educação e qualificação profissional, e a saturação dos serviços de transporte e saúde.
Aliado ao arrefecimento das expectativas de construção de grandes empreendimentos, desenvolveu-se uma bolha imobiliária em Marabá. Muitos loteamentos, edifícios e residenciais haviam sido planejados, mas a crise econômica que se instalou no fim de 2011 e com mais força em 2012, reduziu a demanda por novos imóveis, e os empreendimentos já em curso acumularam prejuízos, pois não obtiveram o retorno planejado.

### Crise fiscal
Em 2012 o município passou por sua maior crise fiscal. Com a folha funcional inflada e obras de grande porte a serem concluídas, a arrecadação municipal não foi suficiente para cobrir toda a despesa com pessoal e ainda manter serviços básicos, como hospitais, coleta de lixo e escolas funcionando. Como consequência, greves se sucederam no funcionalismo municipal por falta de pagamentos de salários. As dívidas alcançaram em novembro de 2012, R$ 110 milhões de reais.
Outro fator agravante para que a crise fiscal atingisse tal proporção foi a queda da arrecadação de tributos. A crise econômica, além de praticamente paralisar o parque industrial local (maior pagador de tributos), levou outros empreendimentos minerais, agrícolas e comerciais que estavam sendo implantados no município, a serem abandonados.

## Fatos recentes

### Centenário
O ano de 2013 foi especial para o município, pois culminou em seu centenário de emancipação política. Na semana do centenário, entre 1 e 7 de abril, muitas programações culturais e artísticas foram realizadas no município. Várias celebrações foram feitas, dentre elas a reconstituição da viagem de balsa capitaneada por Carlos Leitão de Carolina até Marabá. A expedição, com balsa construída inteiramente de talos e palhas de Buriti, no intuito de replicar a característica da embarcação original construída pelo Coronel Leitão, foi promovida pela equipe de técnicos e pesquisadores da Casa da Cultura, que por impossibilidade de navegação em virtude da existência da Hidroelétrica do Estreito, não saiu de Carolina, mas da cidade vizinha, Estreito. Todo o percurso iniciou-se em 16 de abril e foi finalizado no dia 27 de abril, com grande festa em Marabá.
No ano do centenário de emancipação, em 5 de junho, foi instalada a primeira universidade com sede no município, a partir da elevação do Campus de Marabá da UFPA (antigo Campus Avançado da USP) em Universidade Federal do Sul e Sudeste do Pará

### De 2014 a 2017
Na madrugada de 5 de setembro de 2016 ocorreu uma das ações criminosas mais destrutivas já registradas na região norte do Brasil. Um grupo de aproximadamente 30 bandidos, fortemente armados, explodiram o prédio da empresa transportadora de valores Prosegur, levando aproximadamente 50 milhões de reais. Na fuga, os bandidos fizeram reféns, bloquearam uma das pontes de Marabá, trocaram tiros com os policiais (ferindo um deles, sem gravidade), atearam fogo a veículos, empreendendo, em seguida, fuga pela rodovia BR-230 e pelo lago da Usina Hidrelétrica de Tucuruí. Quando o dia amanheceu a cidade estava paralisada, visto que uma das pontes havia sido incendiada.